# 아치모아치나나나구

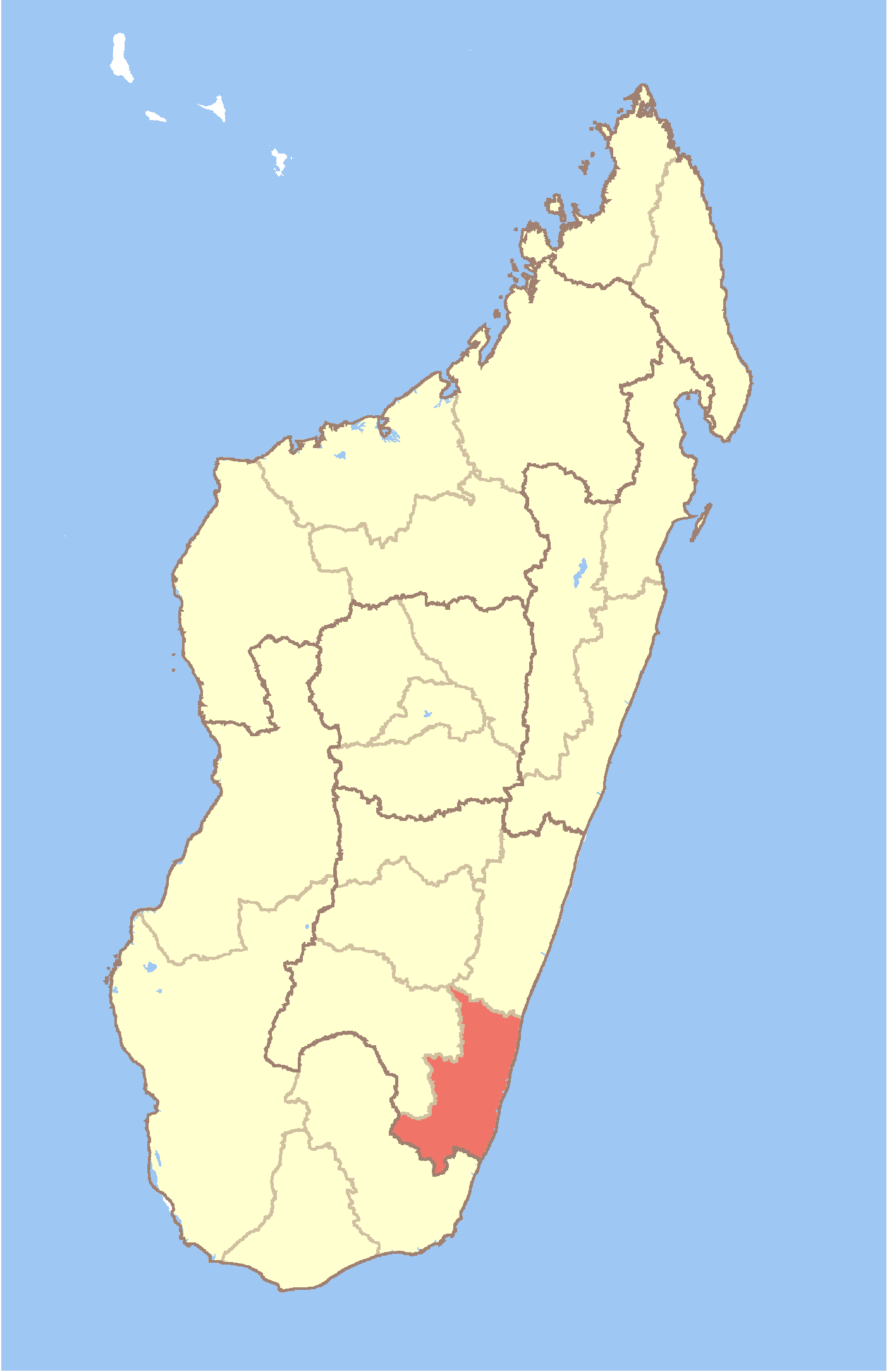
아치모아치나나나 구의 위치

아치모아치나나나구(말라가시어: Atsimo-Atsinanana)는 마다가스카르 남동부에 위치한 구로 행정 중심지는 파라팡가나이며 면적은 18,863km2, 인구는 621,200명(2004년 기준)이다. 북쪽으로는 바토바비피토비나니 구와 오트마치아트라 구, 서쪽으로는 이호롬베 구, 남쪽으로는 아노시 구와 접한다. 5개 현을 관할한다.